# Carex cheniana
Espèce
Classification phylogénétique
Carex cheniana est une espèce des plantes du genre Carex et de la famille des Cyperaceae.